# Olive Loughnane
Olive Loughnane (* 14. ledna 1976) je bývalá irská atletka, mistryně světa v chůzi na 20 km z roku 2009.

## Sportovní kariéra
Celkem čtyřikrát startovala na olympiádě v chodeckém závodě. V roce 2009 skončila na mistrovství světa na 20 kilometrů chůze druhá, po diskvalifikaci ruské soupeřky Olgy Kaniskinové následně získala zlatou medaili. Sportovní kariéru ukončila v únoru 2013